# Moos (Baviera)
Moos è un comune tedesco di 2 337 abitanti, situato nel land della Baviera.